# غريغوري ريد وايزمان
غريغوري ريد وايزمان (بالإنجليزية: Gregory R. Wiseman)‏ (و. 1975 – م) هو ضابط، ورائد فضاء من الولايات المتحدة الأمريكية . ولد في بالتيمور، ماريلاند .
وهو عضو في البعثة 40، والبعثة 41.

## ريادة الفضاء
شارك في المهمات الفضائية:
- البعثة 40
- البعثة 41
- Soyuz TMA-13M.

## التعليم
تعلم في Rensselaer Polytechnic Institute، وجامعة جونز هوبكينز

## الخدمة العسكرية
خدم في بحرية الولايات المتحدة.

## جوائز
حصل على جوائز منها:
- وسام الجو.